# Alexander Hall (soccer)
Pour les articles homonymes, voir Hall et Alexander Hall (homonymie).
Alexander Noble Hall (né le 3 décembre 1880 à Peterhead en Écosse et mort le 25 septembre 1943 à Toronto) est un joueur de football (soccer) canadien.
Champion olympique avec le Canada lors des JO 1904 de Saint-Louis (Missouri), il est également le meilleur buteur de la compétition (à égalité avec le joueur Tom Taylor).